# 圣曼戈皮耶蒙泰
圣曼戈皮耶蒙泰（義大利語：San Mango Piemonte），是意大利萨莱诺省的一个市镇。总面积5平方公里，人口2658人，人口密度531.6人/平方公里（2009年）。ISTAT代码为065121。